# Alejandro Pelayo
Alejandro Pelayo Rangel (Ciudad de México, 17 de septiembre de 1945) es un director de cine, productor y guionista mexicano. Fue director de la Cineteca Nacional de 2013 a 2024. Ha ganado diversos premios Ariel, y destacó por sus cintas Miroslava, y Morir en el golfo.

## Historia
Estudió derecho en la Facultad de Derecho de la UNAM y cine en el Centro Universitario de Estudios Cinematográficos (CUEC) de la misma institución y en el London Corson Printing. Fue jefe de programación en la Cineteca Nacional y en los cineclubes del INBA y el ISSSTE, jefe del departamento de cine en la Secretaría de Educación Pública y profesor de Historia del Cine en el Centro de Capacitación Cinematográfica (CCC) y el mencionado CUEC.
De 1997 a 1999 fue director por primera vez de la Cineteca Nacional, puesto que dejó para ser titular del Instituto Mexicano de Cinematografía (IMCINE). En 2013, Rafael Tovar y de Teresa el entonces presidente del Consejo Nacional para la Cultura y las Artes lo designa para retomar el puesto de director de la Cineteca.
Para Televisión Educativa realizó la serie Los que hicieron nuestro cine, con 62 capítulos sobre diversos personajes del cine en México. En la cinematografía inició como asistente de dirección con Jaime Humberto Hermosillo y Sergio Olhovic. Su ópera prima fue La víspera, de 1982.

## Trabajos
| Año  | Película          | Director | Productor | Guionista | Otros | Notas |
| ---- | ----------------- | -------- | --------- | --------- | ----- | ----- |
| 1982 | La víspera        | Sí       | No        | Sí        | No    |       |
| 1987 | Días difíciles    | Sí       | No        | Sí        | No    |       |
| 1989 | Morir en el golfo | Sí       | No        | Sí        | No    |       |
| 1993 | Miroslava         | Sí       | Sí        | No        | No    |       |

## Premios

### Premio Ariel
- Mejor Ópera prima por La víspera (1983)
- Mejor Argumento Original por La víspera (1983)[6]
- Mejor Argumento Original por Días difíciles (1989)

- Mejor Película por Miroslava (1993)

### Diosa de Plata
- Mejor Argumento Original por Días difíciles (1989)
- Mejor película por Morir en el golfo (1989)